# Ishibashi Tanzan
Ishibashi Tanzan (石橋 湛山 (Thạch Kiều Trạm Sơn)  25 tháng 9 năm 1884 - 25 tháng 4 năm 1973) là nhà báo và chính trị gia người Nhật. Là một người theo Nichiren-shū, cái tên Tanzan là tên tôn giáo, vì tên tục của ông là Seizō (省三 (Tỉnh Tam)). Ông là Thủ tướng Nhật Bản từ 23 tháng 12 năm 1956 đến 25 tháng 2 năm 1957. Cùng lúc đó ông là Chủ tịch Đảng Dân chủ Tự do, đảng đa số trong Quốc hội. Từ năm 1952 đến năm 1968 ông còn là Chủ tịch Đại học Rissho.